# أديمورتي
أديمورتي أو آدي مورتي (بالإنجليزية: Adimurti)‏، (بالسنسكريتية: आदि मूर्ति)‏، في الميثولوجيا الهندوسية، هو أحد التجليات (التجسد) الهندوسية للإله فيشنو. وهو تجسد بدئي. وهو يُشبه إلى حد ما نارايان (أحد أشكال وأسماء فيشنو، الذي هو في سبات يوغي تحت المياه السماوية، في إشارة إلى المبدأ الذكوري). ويُنظر إلى أديمورتي تقليديًا على أنَّه فيشنو جالسًا على الثعبان المُلتف المُسماة شيشناجا ومعه زوجتان تخدمانه. أما ميزاته أو صفاته فهي نفسها التي عند فيشنو.